# Marcel Klarenbeek
Marcel Klarenbeek (Amsterdam, 1 juni 1960) is een voormalige Nederlandse atleet, die gespecialiseerd was in de sprint. Hij werd in totaal vijfmaal Nederlands kampioen, waarvan tweemaal op de 200 m en driemaal op de 400 m. Ook nam hij eenmaal deel aan de Olympische Spelen, maar won hierbij geen medailles.

## Biografie
Zijn eerste succes behaalde Klarenbeek in 1979 door Nederlands kampioen te worden op de 200 m. In datzelfde jaar verbeterde hij met Hugo Pont, Harry Schulting en Koen Gijsbers het Nederlands record op de 4 x 400 m estafette. Op 13 september 1979 finishte het Nederlandse team namelijk in Mexico-Stad in een tijd van 3.03,18. Dit record staat nog altijd (peildatum 12 juni 2017). 
Een jaar later prolongeerde Klarenbeek alleen zijn 400 metertitel. Hij werd geselecteerd om Nederland te vertegenwoordigen bij de Olympische Spelen van Moskou. Individueel overleefde hij op de 400 m de series, maar sneuvelde hij in zijn kwartfinale met een tijd van 46,81. Op de estafetteonderdelen kwam hij met zijn teamgenoten Henk Brouwer, Mario Westbroek en Harry Schulting uit op de 4 x 400 m. In de kwalificatieronde eindigde het Nederlandse viertal met een tijd van 3.06,0 op een vijfde plaats, hetgeen onvoldoende was om door te mogen stromen naar de finale.
In zijn actieve tijd was Klarenbeek aangesloten bij SOS in Soest.

## Nederlandse kampioenschappen
Outdoor
| Onderdeel | Jaar       |
| --------- | ---------- |
| 200 m     | 1979       |
| 400 m     | 1980, 1982 |

Indoor
| Onderdeel | Jaar |
| --------- | ---- |
| 200 m     | 1982 |
| 400 m     | 1981 |

## Records

### Persoonlijke records
Outdoor
| Onderdeel | Prestatie | Datum        | Plaats   |
| --------- | --------- | ------------ | -------- |
| 100 m     | 10,85 s   | 23 juni 1981 | Västerås |
| 200 m     | 21,10 s   | 9 mei 1982   | Haarlem  |
| 400 m     | 46,19 s   | 24 juni 1981 | Kil      |

Indoor
| Onderdeel | Prestatie       | Datum           | Plaats |
| --------- | --------------- | --------------- | ------ |
| 200 m     | 21,47 s (ex-NR) | 7 maart 1982    | Milaan |
| 400 m     | 47,83 s (ex-NR) | 30 januari 1982 | Milaan |

### Nederlandse indoorrecords
| Onderdeel | Prestatie | Datum           | Plaats |
| --------- | --------- | --------------- | ------ |
| 200 m *   | 21,47 s   | 7 maart 1982    | Milaan |
| 400 m *   | 48,45 s   | 1 februari 1981 | Zwolle |
|           | 47,83 s   | 30 januari 1982 | Milaan |

* Marcel Klarenbeek liep op de NK indoor van 1982 op 20 en 21 februari 1982 in Rotterdam de 200 m in 21,55 s en de 400 m in 47,67 s, maar voor beide prestaties is nooit een recordaanvraag ingediend.

## Palmares

### 200 m
- 1979:  NK - 21,68 s
- 1982:  NK indoor - 21,55 s (NR[1])
- 1982: 4e in ½ fin. EK indoor te Milaan - 21,70 s (in serie 21,47 s = NR)
- 1982:  NK - 20,97 s

### 400 m
- 1980:  NK - 47,06 s
- 1980: 8e in ¼ fin. OS - 46,81 s
- 1981:  NK indoor - 48,45 s (NR)
- 1981:  NK - 46,79 s
- 1982: DNS in fin. NK indoor (in serie 47,67 s = NR[1])
- 1982:  NK - 46,75 s

### 4 x 400 m
- 1980: 5e in serie OS - 3.06,0